# Shinkansen série E3
Les Shinkansen série E3 (新幹線E3系電車, Shinkansen E3-kei densha) sont des rames automotrices électriques à grande vitesse appartenant à la JR East et exploitées depuis 1997 sur les lignes Shinkansen Tōhoku et Yamagata au Japon. Elles ont également circulé sur la ligne Shinkansen Akita.

## Caractéristiques générales
Les Shinkansen E3 ont un gabarit réduit par rapport aux autres modèles de Shinkansen pour pouvoir circuler sur les lignes mini-shinkansen Akita et Yamagata qui utilisent des portions de lignes classiques converties à l'écartement standard.

## Services et différentes versions

### Série E3-0 (rames R)
Ces rames comportaient six voitures (initialement cinq) et circulaient sur les lignes Shinkansen Tōhoku/Akita sur les services Komachi entre Tokyo et Akita. Elles étaient au nombre de vingt-six, numérotées de R1 à R26. Ces rames arboraient une livrée grise et blanche avec une bande magenta.
Cette série a été remplacée par les Shinkansen série E6 de 2013 à 2015. Certaines rames ont été reconverties (voir ci-dessous).

### Série E3-1000 (rames L50)
Ces rames comportent sept voitures et circulent sur les lignes Shinkansen Tōhoku/Yamagata sur les services Tsubasa entre Tōkyō et Shinjō. Elles sont actuellement au nombre de trois et sont numérotées de L53 à L55. Les rames L51 et L52 ont été réformées, et les rames L54 et L55 proviennent de la transformation d'anciennes rames E3-0. 
Ces rames arborent une livrée blanche et violette. Auparavant la livrée était grise et vert foncé avec une bande verte.

### Série E3-2000 (rames L60)
Ces rames comportent sept voitures et circulent sur les lignes Shinkansen Tōhoku/Yamagata sur les services Tsubasa entre Tokyo et Shinjō. Remplaçantes des Shinkansen 400, elles ont bénéficié d’améliorations techniques et esthétiques par rapport aux autres versions de Shinkansen E3. Elles sont au nombre de douze et sont numérotées de L61 à L72. Leur livrée est identique à celle de la série E3-1000.
Le retrait des rames L50 et L60 commencera au printemps 2024 avec l'introduction des Shinkansen série E8. La JR East prévoit leur remplacement complet en 2026.

### Série E3-700

#### Toreiyu
Le Toreiyu est un train d’excursion provenant de la transformation d'une rame E3-0 (R18). Une de ses voitures possède des bassins pour des bains de pieds. Il circule habituellement le week-end sur la ligne Yamagata entre Fukushima et Shinjō.

#### Genbi Shinkansen
Le Genbi Shinkansen est un train d’excursion provenant de la transformation d'une rame E3-0 (R19), consacré à l'art contemporain. Il a circulé d'avril 2016 à décembre 2020 sur la ligne Shinkansen Jōetsu entre Echigo-Yuzawa et Niigata.

### Série E926East-i
Le East-i est un train d'analyse de la JR-East, dérivé d'une rame E3, qui permet de surveiller et de mesurer les voies Shinkansen.

## Photos

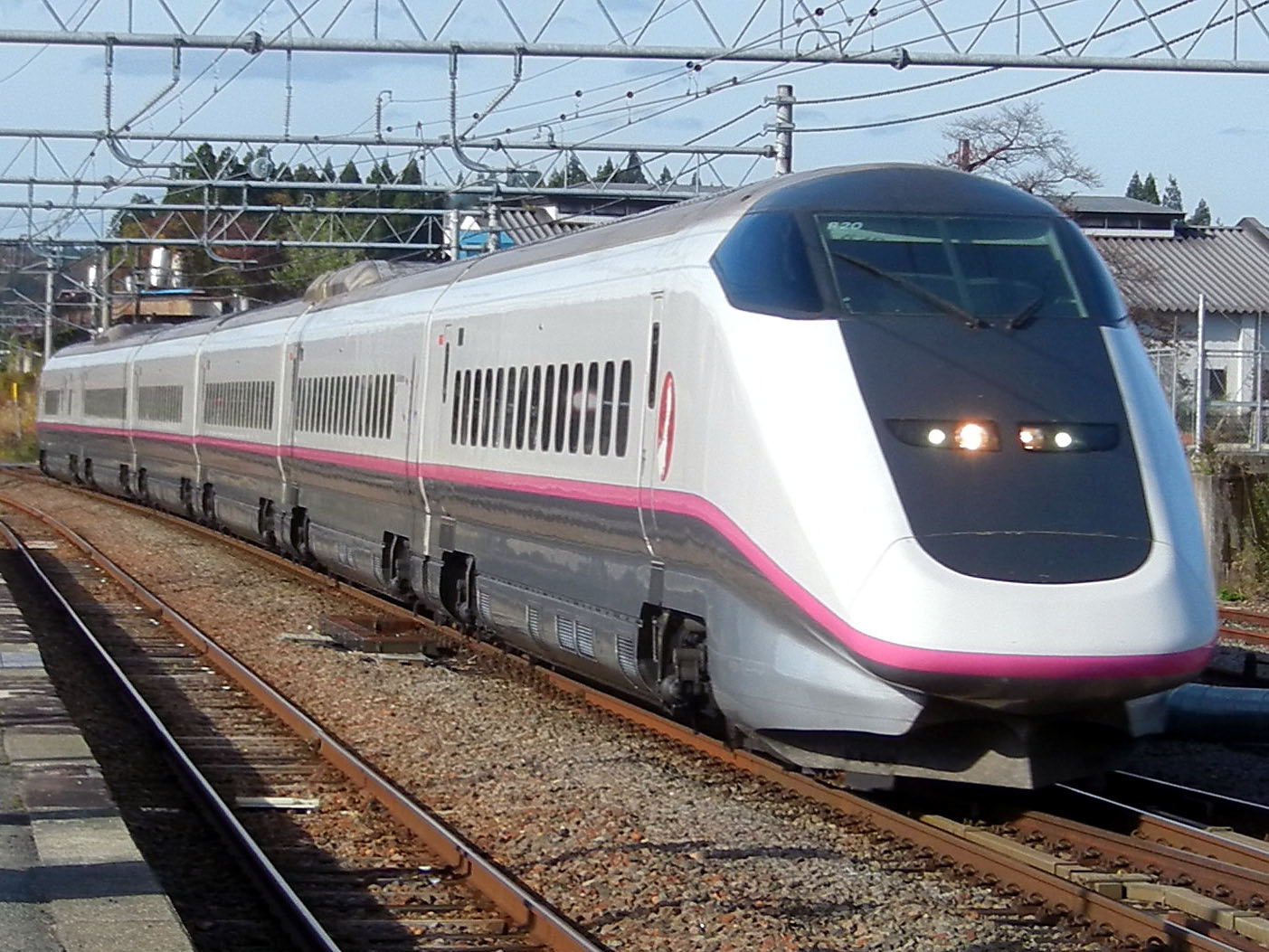
Shinkansen E3-0
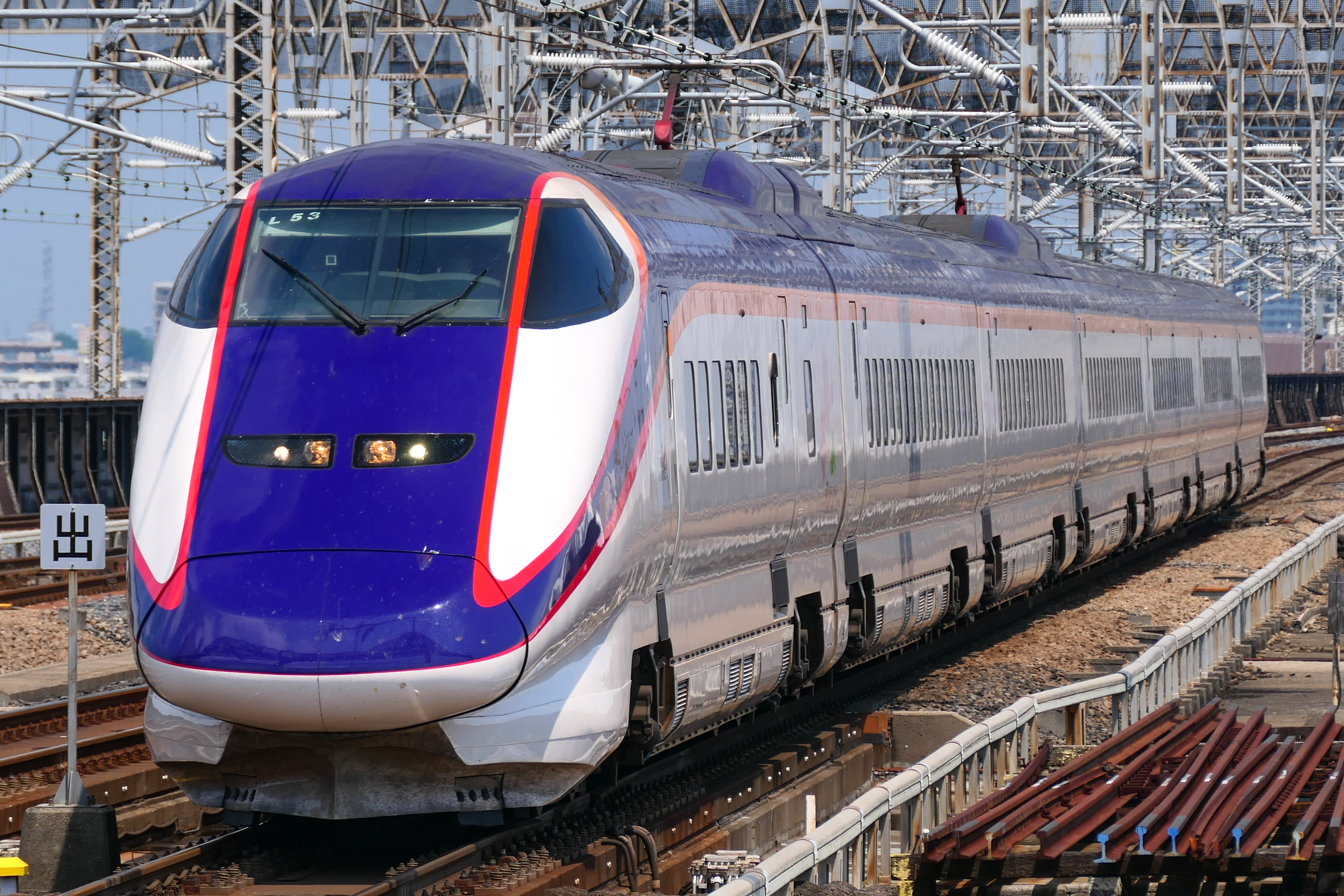
Shinkansen E3-1000 (nouvelle livrée)
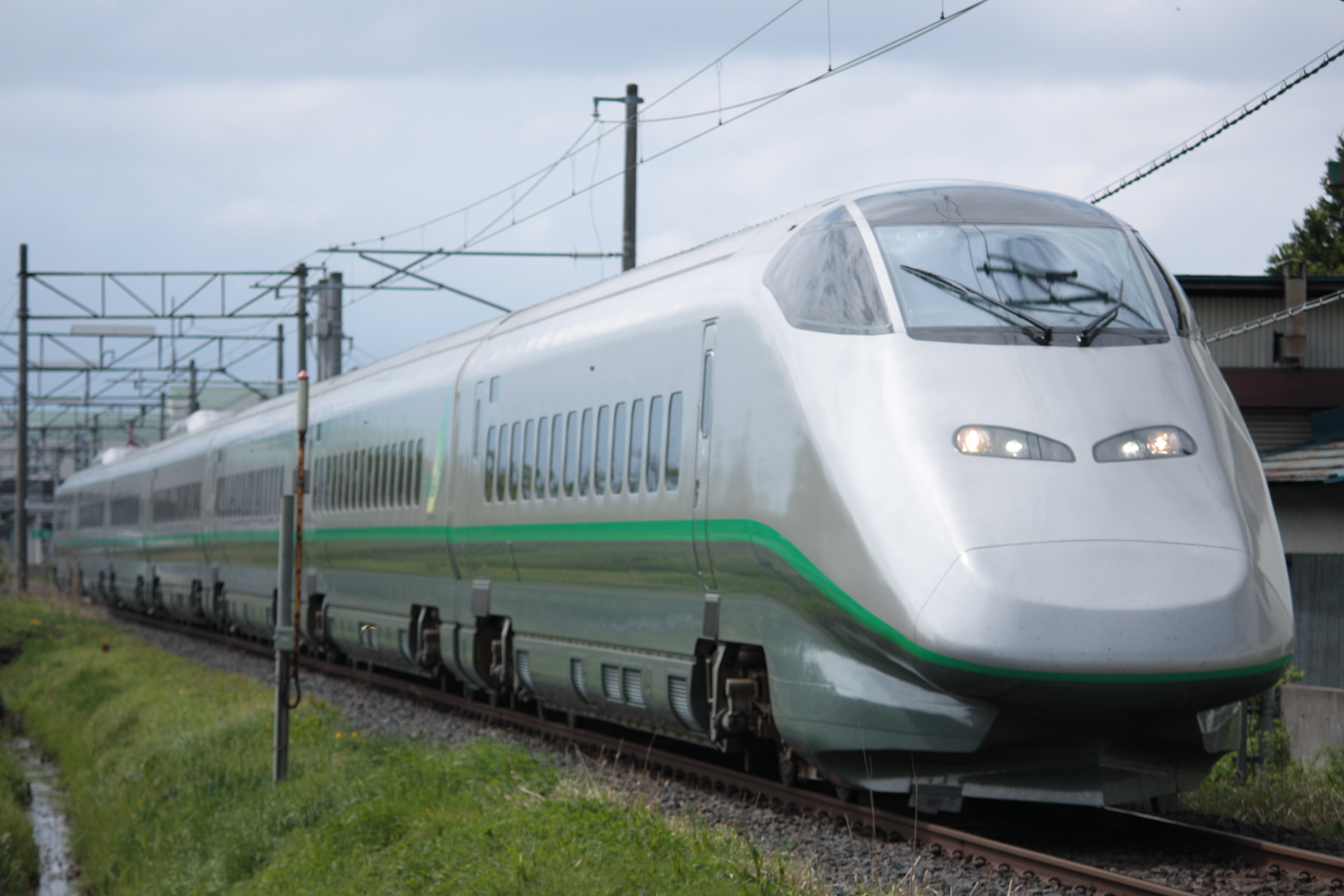
Shinkansen E3-2000 (ancienne livrée)
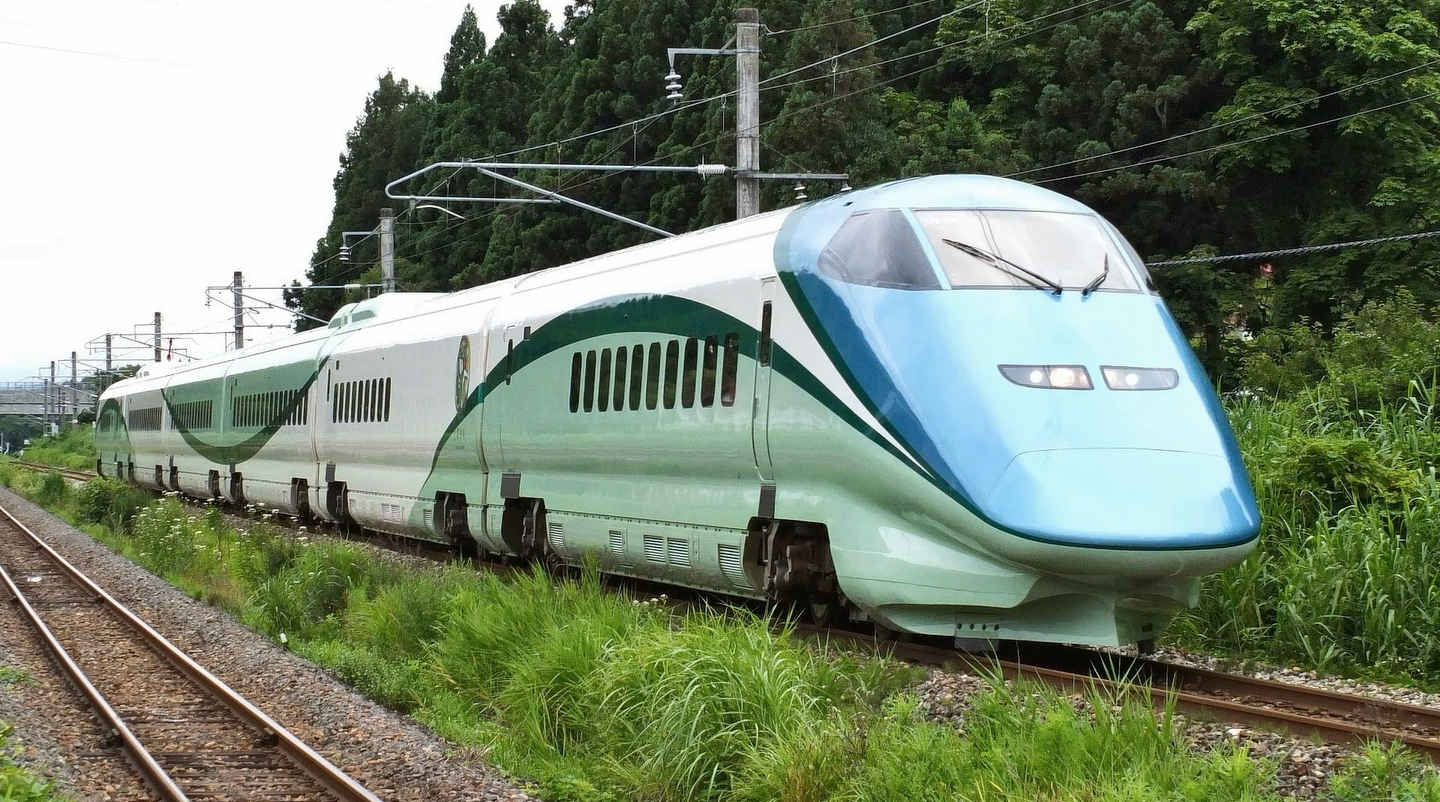
Shinkansen E3-700 Toreiyu
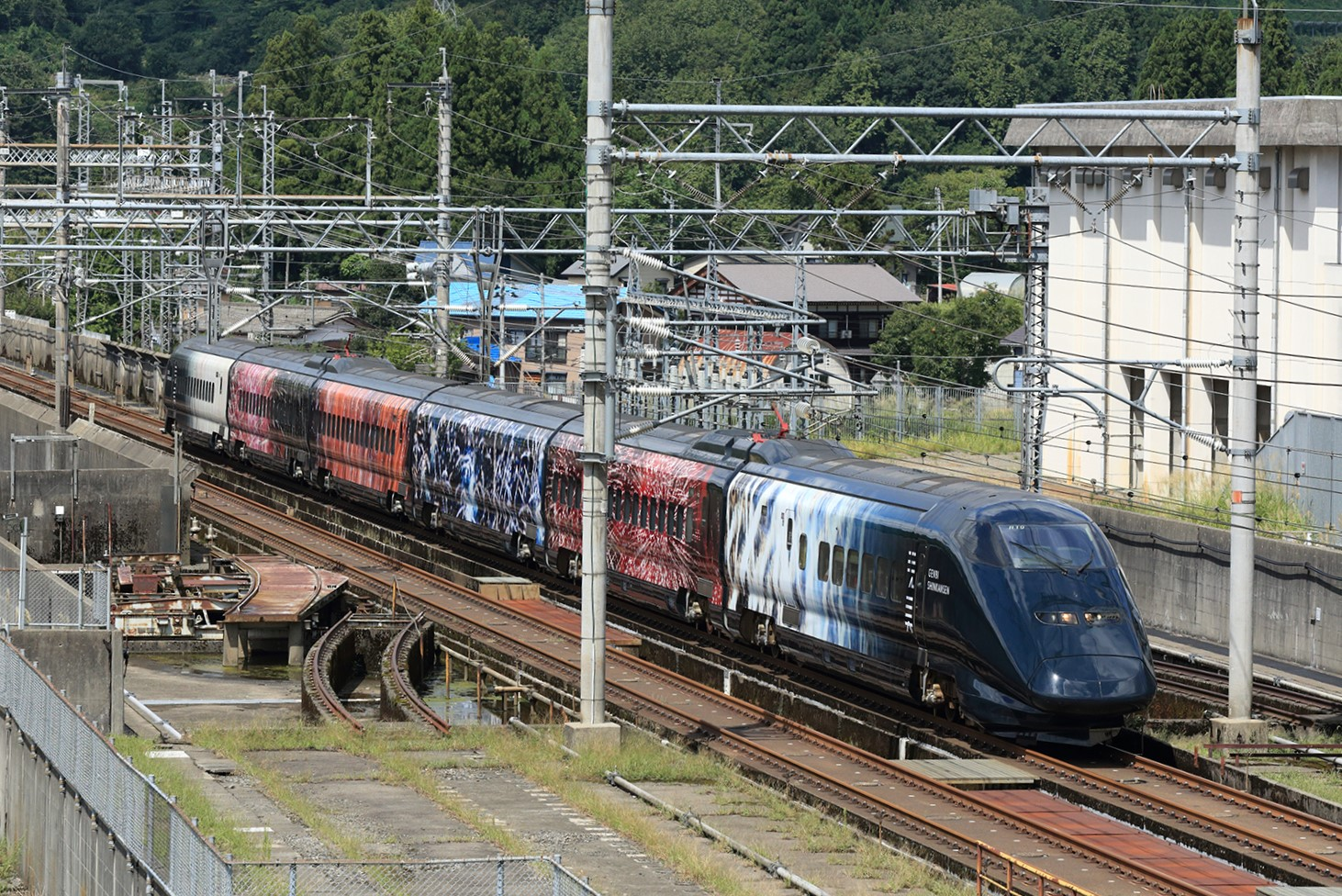
Shinkansen E3-700 Genbi Shinkansen
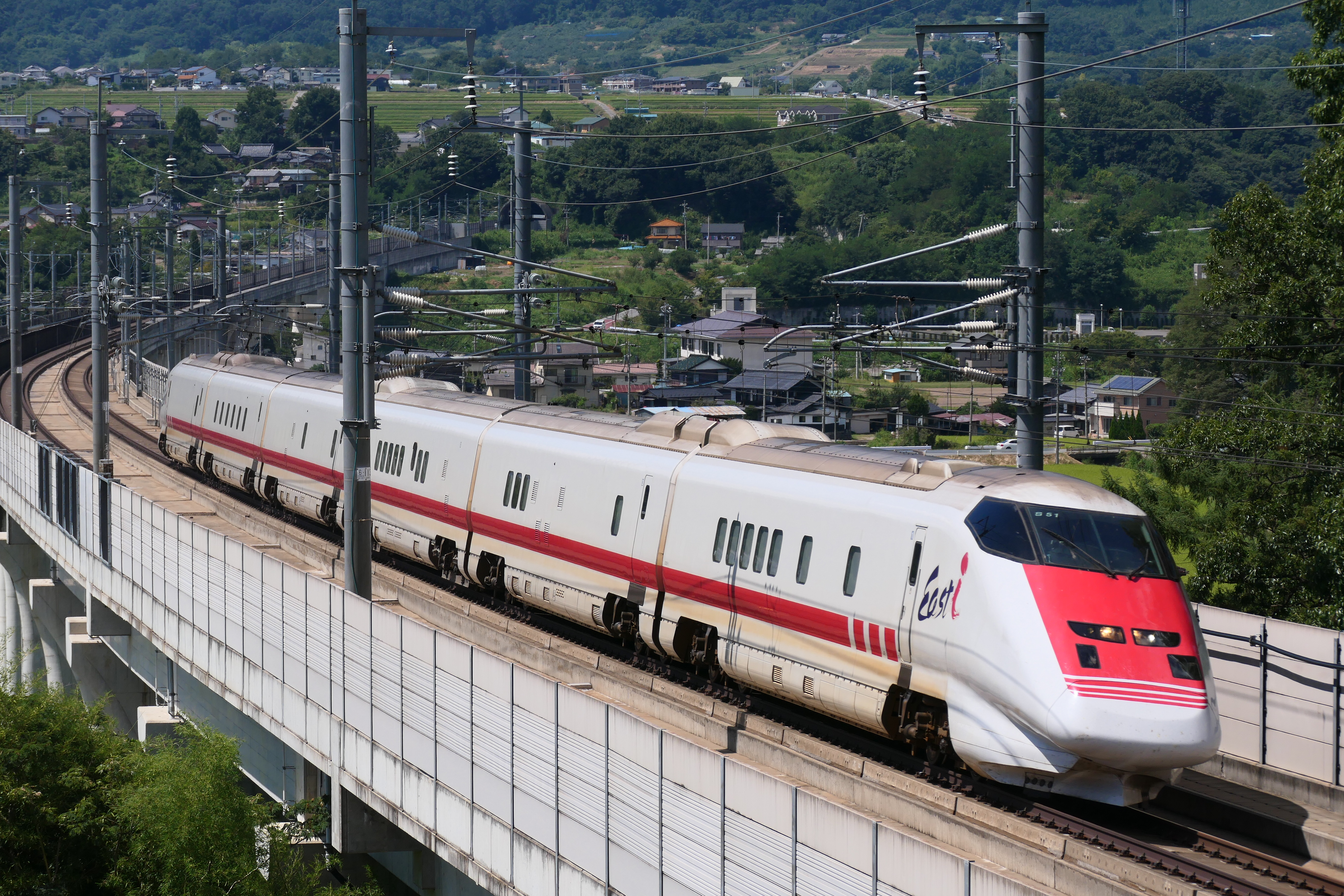
East-i
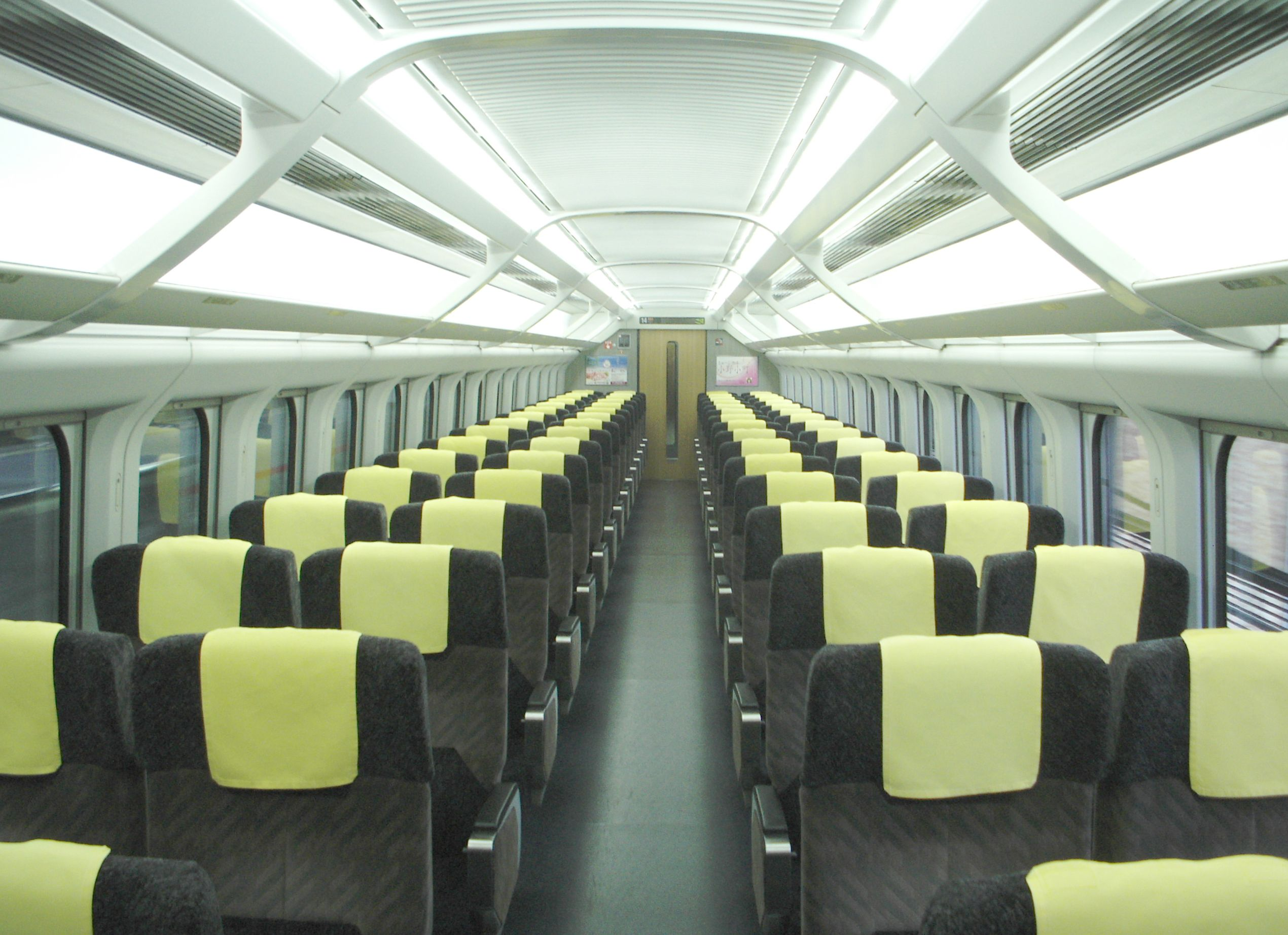
Intérieur de la classe standard d'un Shinkansen E3
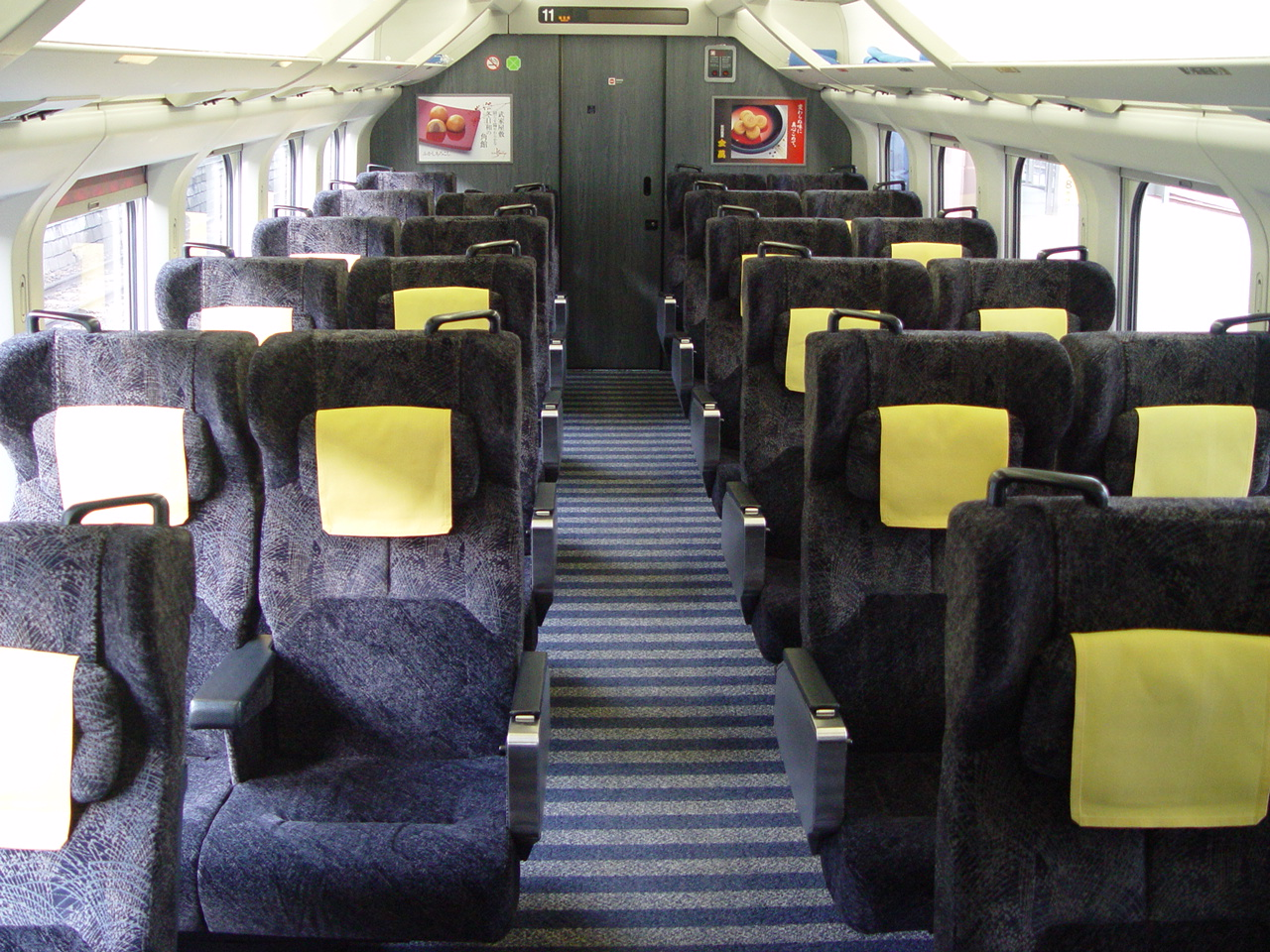
Intérieur de la Green car d'un Shinkansen E3